# 41-й меридіан західної довготи
41-й меридіан західної довготи — лінія довготи, що лежить на 41 градус західніше Гринвіцького меридіана. Вона проходить від Північного полюса через Північний Льодовитий океан, Гренландію, Атлантичний океан, Південну Америку, Південний океан та Антарктиду до Південного полюса.
41-й меридіан західної довготи формує велике коло разом із 139-тим меридіаном східної довготи.

## Список географічних об'єктів, що перетинає 41° зх. д.
Починаючи на Північному полюсі та рухаючись до Південного полюса, 41-й меридіан західної довготи проходить через:
| Координати                                                 | Країна, територія або море | Примітки |
| ---------------------------------------------------------- | -------------------------- | --- |
| 90°0′ пн. ш. 41°0′ зх. д. / 90.000° пн. ш. 41.000° зх. д.  | Північний Льодовитий океан | |
| 83°40′ пн. ш. 41°0′ зх. д. / 83.667° пн. ш. 41.000° зх. д. | Море Лінкольна             | |
| 83°12′ пн. ш. 41°0′ зх. д. / 83.200° пн. ш. 41.000° зх. д. | Фьорд де Лонга[en]         | |
| 83°10′ пн. ш. 41°0′ зх. д. / 83.167° пн. ш. 41.000° зх. д. | Гренландія                 | Проходить через Землю Нансена[en] |
| 82°46′ пн. ш. 41°0′ зх. д. / 82.767° пн. ш. 41.000° зх. д. | Фьорд Йохана Коха[en]      | |
| 82°39′ пн. ш. 41°0′ зх. д. / 82.650° пн. ш. 41.000° зх. д. | Гренландія                 | Проходить через Землю Фройхена[en] |
| 63°48′ пн. ш. 41°0′ зх. д. / 63.800° пн. ш. 41.000° зх. д. | Гренландія                 | Проходить через Землю Одіна[en] |
| 63°21′ пн. ш. 41°0′ зх. д. / 63.350° пн. ш. 41.000° зх. д. | Атлантичний океан          | |
| 2°53′ пд. ш. 41°0′ зх. д. / 2.883° пд. ш. 41.000° зх. д.   | Бразилія                   | Сеара Піауї Пернамбуку Баїя Мінас-Жерайс Еспіриту-Санту Мінас-Жерайс — приблизно на 18 км Еспіриту-Санту Мінас-Жерайс Еспіриту-Санту Ріо-де-Жанейро |
| 21°24′ пд. ш. 41°0′ зх. д. / 21.400° пд. ш. 41.000° зх. д. | Атлантичний океан          | |
| 21°50′ пд. ш. 41°0′ зх. д. / 21.833° пд. ш. 41.000° зх. д. | Бразилія                   | Ріо-де-Жанейро |
| 22°1′ пд. ш. 41°0′ зх. д. / 22.017° пд. ш. 41.000° зх. д.  | Атлантичний океан          | |
| 60°0′ пд. ш. 41°0′ зх. д. / 60.000° пд. ш. 41.000° зх. д.  | Південний океан            | |
| 77°39′ пд. ш. 41°0′ зх. д. / 77.650° пд. ш. 41.000° зх. д. | Антарктида                 | Проходить через Аргентинську Антарктиду та Британську Антарктичну Територію (претендують Аргентина та Велика Британія)                              |